# Jorge Aragão
Jorge Aragão da Cruz (Río de Janeiro, 1 de marzo de 1949) es un cantante, sambista y compositor brasileño. Fue nominado al Grammy Latino 2017 por Mejor Álbum de Samba/Pagode.

## Carrera
Carioca de ascendencia amazónica, Jorge comenzó su carrera en la samba en la década de 1970, como guitarrista en bailes y discotecas. Entrar en el género fuera de los círculos ayudó a Aragão a ser un sambista que explora las novedades del género, hasta el punto de afirmar seguir a maestros como Candeia, Roberto Ribeiro y Monarco, por la “voz de autor”. Como compositor, surgió en 1976, cuando Elza Soares grabó su composición "Malandro" (con Jotabê). Formó parte del grupo Fundo de Quintal (núcleo del género pagode) y uno de sus principales compositores y letristas, por lo que tiempo después abandonó el grupo para dedicarse a una carrera en solitario. Casi todos los grandes sambistas (Beth Carvalho, Alcione, Zeca Pagodinho, Martinho da Vila) tienen canciones de Jorge Aragão en su repertorio.
Su primer disco en solitario, "Jorge Aragão", salió en 1981, a través de Ariola. Conocedor del carnaval de Río, fue comentarista de los desfiles de las escuelas de samba de la TV Globo (para quien compuso el tema de Globeleza, junto a Franco Lattari), Manchete y en los últimos años del proyecto Carnaval do Povão de la CNT. Con doce discos lanzados, realizó una gira por los Estados Unidos y actúa en varias ciudades de Brasil. Entre sus éxitos están "Coisinha do Pai" (con Almir Guineto y Luiz Carlos), un homenaje a su hija Vânia, consagrado en la grabación de Beth Carvalho, que obtuvo una grabación sin precedentes en 1997 para despertar al robot Mars Pathfinder en Marte; "Claridade", inspirada en la hija Tânia; "Vou Festejar", otra grabación de Carvalho que se popularizó como canto multitudinario; "Coisa de Pele", "Alvará", "Terceira Pessoa", "Amigos… amantes", "Do Fundo do Nosso Quintal", "Yo y tú siempre" y "Enredo do Meu Samba", entre otros. Además de samba y pagode, Jorge también compuso en los géneros xote, samba-rock y samba funk.
Con casi 30 años dedicados por completo a la MPB, Jorge Aragão sigue activo. El veterano de la samba se mantiene firme en el mercado, apostando por una serie de CD en vivo (Ao vivo 1 y 2). El álbum ”Jorge Aragão Ao vivo Convida”, lanzado por Indie Records, en 2002, presenta duetos antológicos del sambista con figuras de renombre como Zeca Pagodinho, Alcione, Elza Soares, Beth Carvalho, Emílio Santiago, Leci Brandão, entre otros. un disco de estudio llamado Da Noite pro Dia viene otro DVD en vivo grabado en Canecão (Río de Janeiro) con el mismo nombre, también teniendo una gran venta. El último disco del sambista se llama "E lá?", con buena acogida por parte del público.
En 2016, los cuarenta años de carrera de Aragão se celebraron con el proyecto Samba Book, de Musickeria, una caja compuesta por biografía, DVD y CD y partituras. En 2017, el proyecto fue nominado al Grammy Latino 2017 por Mejor Álbum de Samba/Pagode.
En 2023, le diagnosticaron cáncer.

## Discografía
- Samba É no Fundo de Quintal (com o Grupo Fundo de Quintal) (1980)
- Jorge Aragão (1981)
- Verão (1983)
- Coisa de Pele (1986)
- Raiz e Flor (1988)
- Bar da Esquina (1989)
- A Seu Favor (1990)
- Chorando Estrelas (1992)
- Um Jorge (1993)
- A Cena (1994)
- Sambista A Bordo (1997)
- Sambaí(1998)
- Jorge Aragão Ao Vivo (1999)
- Tocando o Samba (1999)
- Jorge Aragão Ao Vivo 2 (2000)
- Todas (2001)
- Ao Vivo Convida (CD & DVD) (2002)
- Da Noite pro Dia (2003)
- Jorge Aragão Ao Vivo 3 (2004)
- E aí? (2006)
- Coisa de Jorge (CD & DVD) (2007)
- Samba Book (box) (2016)